# 中原警察署
中原警察署（なかはらけいさつしょ）は、神奈川県警察が管轄する警察署の一つ。
川崎市警察部隷下、第三方面に属する大規模警察署であり署長の階級は警視。識別章所属表示はSD。
当署は武蔵小杉駅に近い、国道409号（府中街道）沿いの商店街の一角に建ち、管内には中原街道や綱島街道などの主要幹線道路も集中し、武蔵小杉駅や武蔵新城駅、東急線の元住吉駅周辺等、複数の街頭犯罪多発地域を抱え、古くからの下町が多く残る一方、近年の武蔵小杉駅周辺再開発事業により人口流入が顕著となった、およそ2６万人が居住する（警察署別管内居住人口第８位）、川崎市中原区全域の治安を担っている。
管内に朝鮮総連南武支部が存在する。また管轄区域北側が東京都と隣接していることから、しばしば警視庁と相互の緊急配備や事件手配が行われ、その訓練も行われている。
署内には川崎市警察部が併設されているほか、警備部直轄警察隊（管区機動隊）が配備されている。また、管轄区域内には神奈川県警察第二機動隊、並びに神奈川県警察学校木月分校も所在する。
平成28年、繁華街等における街頭犯罪抑止対策のため、当署に街頭防犯カメラシステムが導入されたことにより、区内各所に設置された計10台の防犯カメラから即座に犯罪現場の映像が受信できるようになった（当システム配備は川崎警察署に続き県下2署目）。
以前の庁舎は狭隘で駐車場もなく、署の前は常に混み合っていたが、新庁舎には駐車場も完備された。

## 所在地
- 川崎市中原区小杉町三丁目256番地

　※川崎市警察部も同所在地
- - 最寄駅：JR南武線・横須賀線、東急東横線・目黒線　武蔵小杉駅

## 管轄区域
- 川崎市中原区
  - 面積：14.81km2

## 沿革
- 1934年（昭和9年）4月 - 川崎警察署小杉巡査部長派出所を開設。
- 1936年（昭和11年）4月 - 川崎警察署小杉警部補派出所に昇格。
- 1942年（昭和17年）7月 - 警察署に昇格。
- 1948年（昭和23年）3月7日 - 警察法の公布に伴い、自治体警察として川崎市警察が発足。川崎市中原警察署となる。
- 1954年（昭和29年）7月1日 - 警察法が改正され、神奈川県警察発足。神奈川県中原警察署に改称。
- 1968年（昭和43年）7月 - 旧庁舎落成。
- 1974年（昭和49年） - 管轄地域異動。日吉地区（北加瀬の一部・南加瀬・小倉・鹿島田・矢上）を幸警察署に移管。代わりに上平間・中丸子・下沼部を幸警察署から移管。
- 2008年（平成20年）3月 - 現庁舎が落成（庁舎は鉄筋コンクリート地下1階、地上6階建て）。

## 組織
- 署長（警視）
- 副署長（警視）
- 地域担当次長（警視）
- 会計担当次長（警視相当職）
- 刑事兼生活安全担当次長（警視）
- 警務課 - 警務係、住民相談係
- 留置管理課（平成28年度新設） - 管理係
- 会計課 - 会計係
- 生活安全課 - 防犯少年係、経済保安係
- 地域第一課 - 地域企画係、地域係
- 地域第二課 - 地域係
- 地域第三課 - 地域係

（警ら用無線自動車3台、小型警ら車2台）
- 刑事第一課 - 刑事総務係、強行犯係、盗犯係、鑑識係
- 刑事第二課 - 知能犯係、暴力国際犯係、薬物銃器対策係
- 交通課 - 交通総務係、交通捜査係、交通指導係
- 警備課 - 公安係、外事係、直轄警察隊

（11課体制）
※「神奈川県警察の組織に関する規則（昭和44年神奈川県公安委員会規則第2号）」を参考にした。

## 交番
- 武蔵小杉駅前交番　中原区小杉町3丁目492番地
- 小杉交番　中原区小杉御殿町2丁目95番
- 宮内交番　中原区宮内2丁目10番11号
- 武蔵新城駅前交番　中原区上新城2丁目10番1号
- 武蔵中原駅前交番　中原区上小田中6丁目22番1号
- 井田交番　中原区井田中ノ町20番1号
- 下小田中交番　中原区下小田中6丁目6番11号
- 木月交番　中原区木月住吉町1番2号
- 木月三丁目交番　中原区木月3丁目33番3号
- 上平間交番　中原区上平間1340番地42
- 中丸子交番　中原区中丸子365番地7
- 向河原交番　中原区下沼部1954番地1
中丸子交番と統合することにより、2025年3月末で運用停止予定[2]
- 丸子橋交番　中原区丸子通1丁目612番地6

## 街頭緊急通報装置
- 武蔵小杉駅周辺（中原区新丸子東3丁目）　1基

## 自動車ナンバー自動読取装置（Nシステム）
- 中原区宮内2丁目（国道409号）
- 中原区木月4丁目（県道2号）
- 中原区井田中ノ町（県道14号）